# 胡荣 (衢州)
胡荣（?—?），字希华，自号谷溪渔者，浙江承宣布政使司龙游（今浙江省衢州市）人，明朝藏书家。私谥文庄先生。

## 生平
胡荣跟从金华人汪公若讲学，当道交荐不起。居家孝顺父母、友爱兄弟。搜猎百家图书，旁通九艺，乐潜其中味道，超然独立。藏书万卷，反复披阅查寻。著有《谷溪渔唱集》。年至七十岁病卒。